# میرهورود
میرهورود (به اوکراینی: Ми́ргород) شهری در استان پولتاوا در کشور اوکراین است. جمعیت این شهر ۳۸,۴۴۷ نفر (۲۰۲۱ تخمینی) است.

## نگارخانه

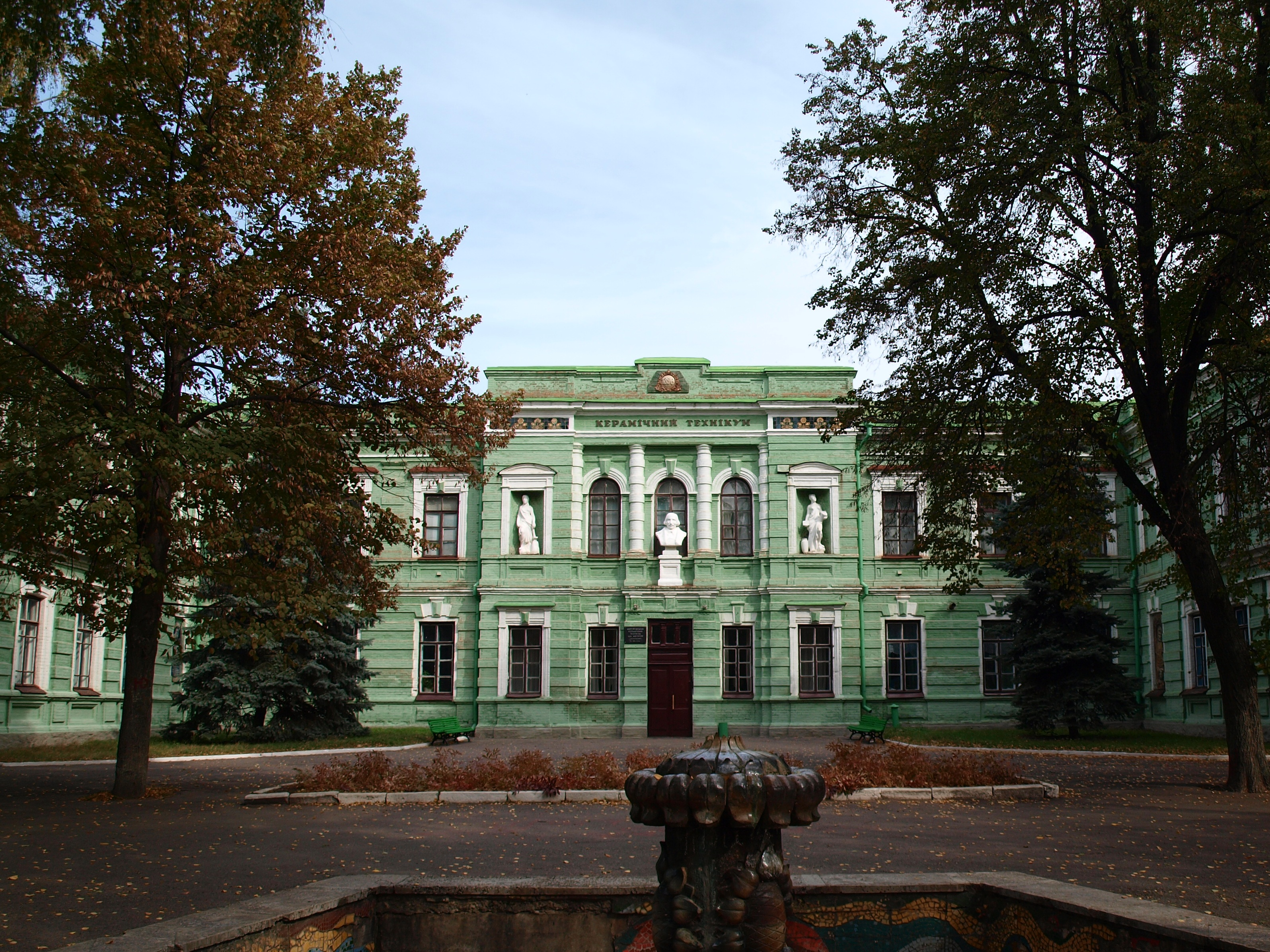
House of Myrhorod Ceramic College
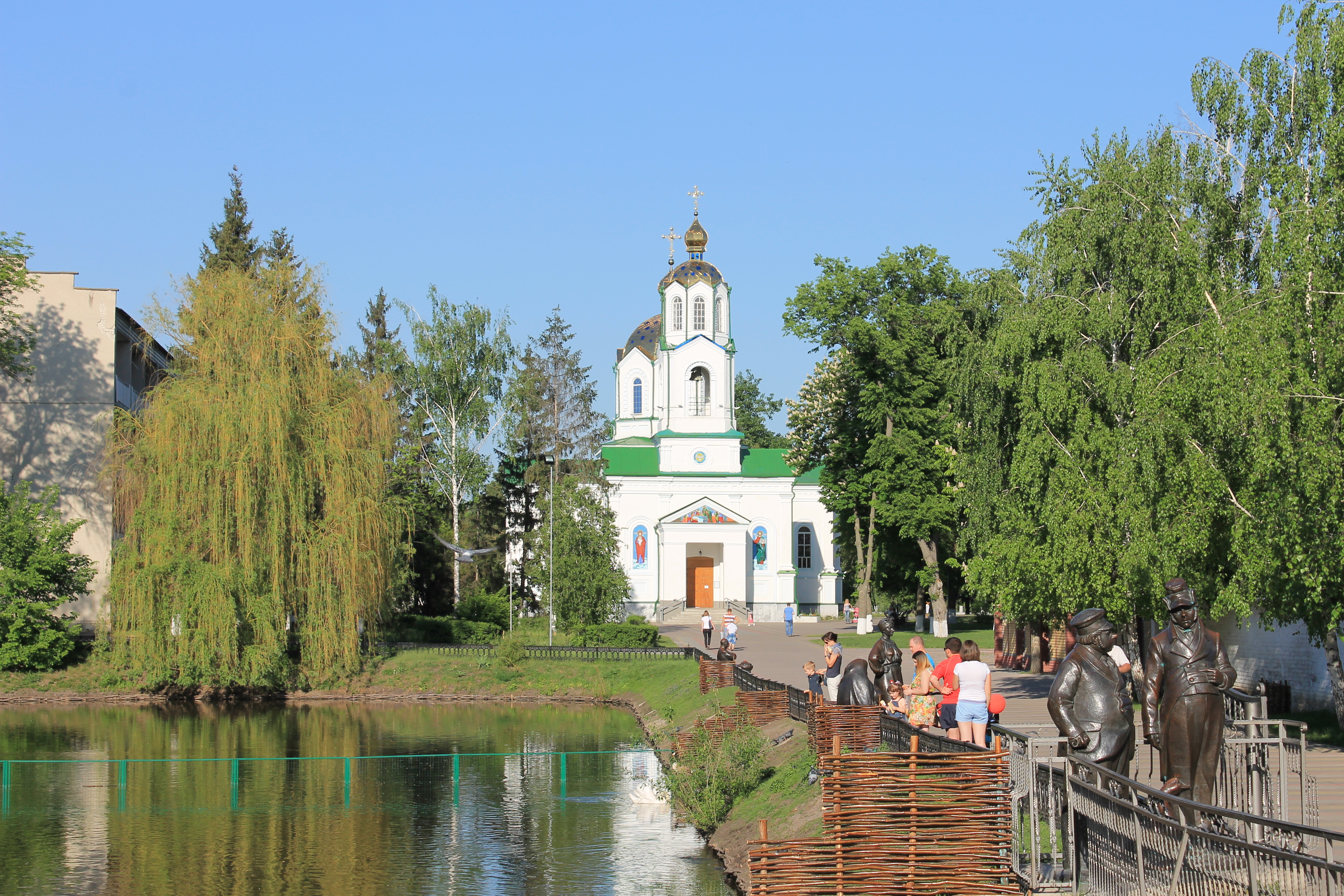
Dormition Church
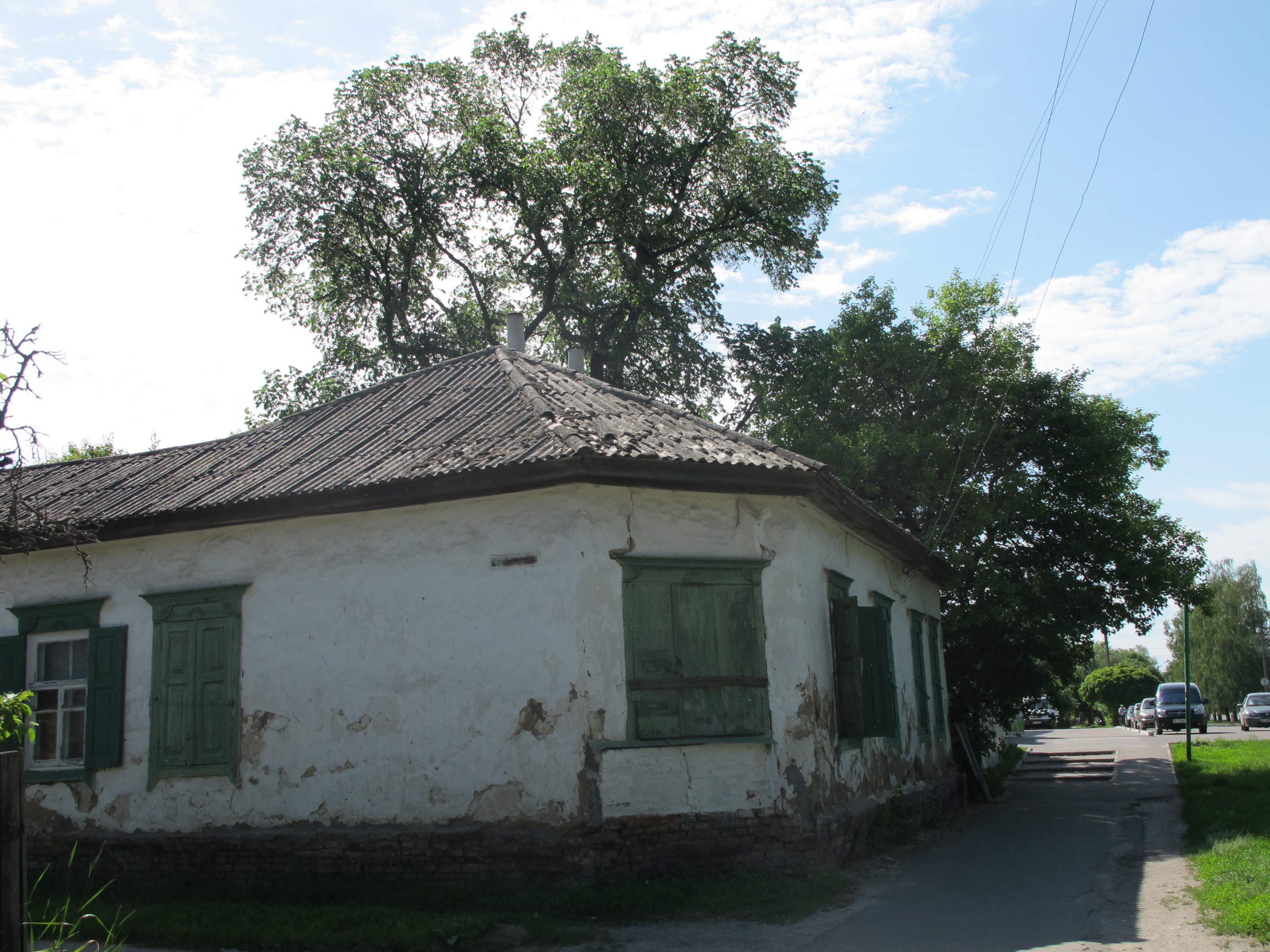
Old house in Myrhorod
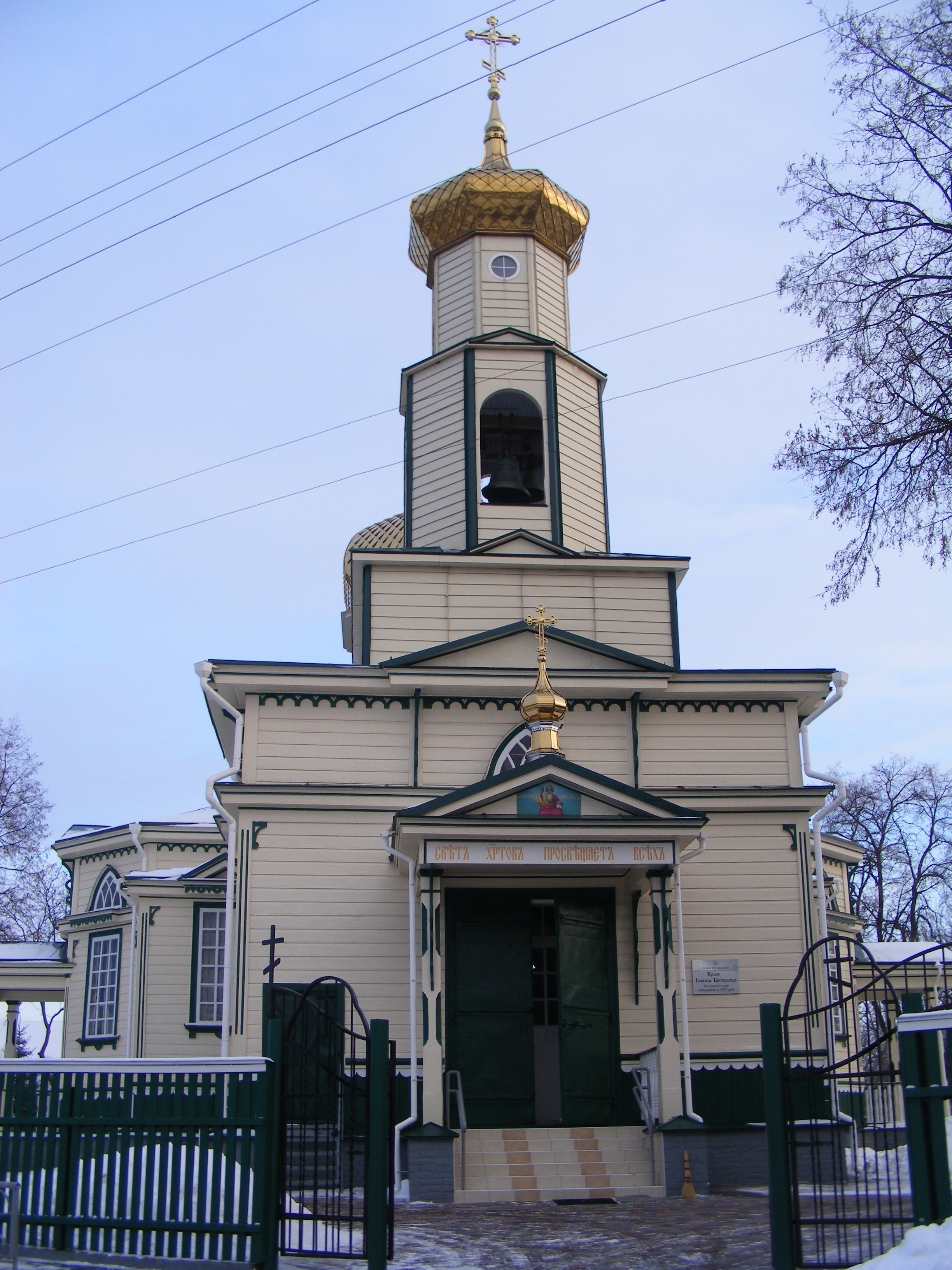
St. John Church, Myrhorod
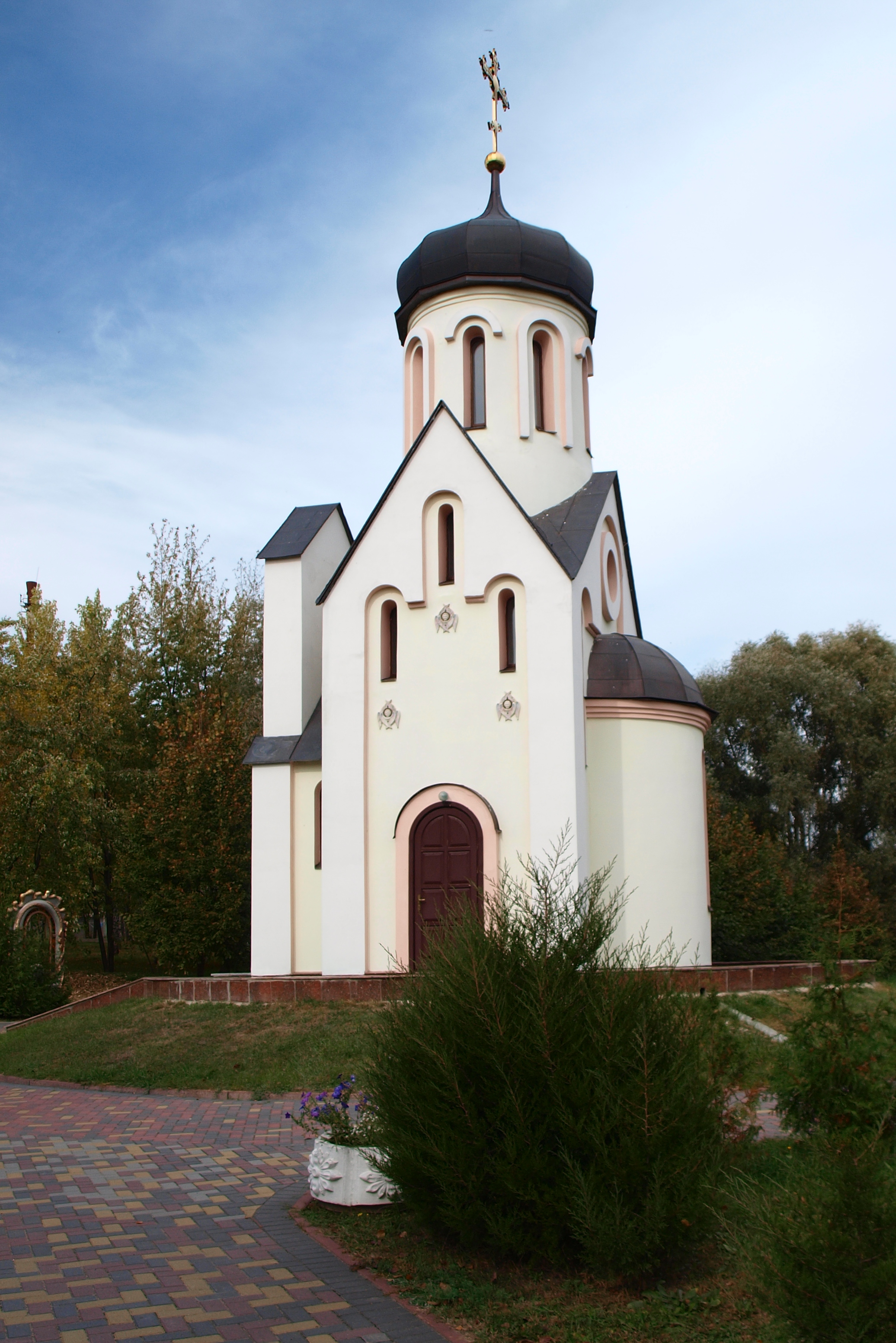
A chapel in Myrhorod
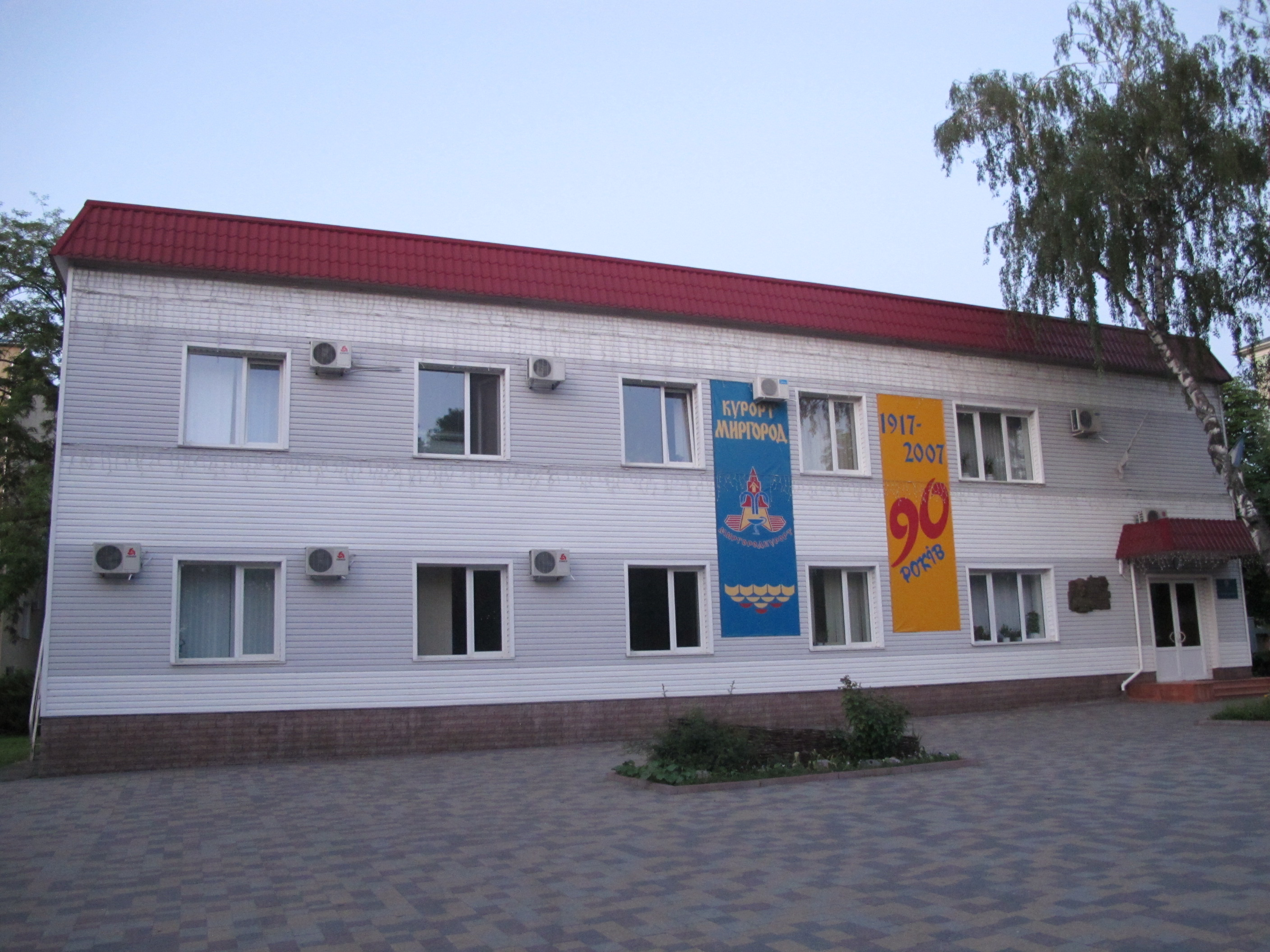
Myrhorod Resort office
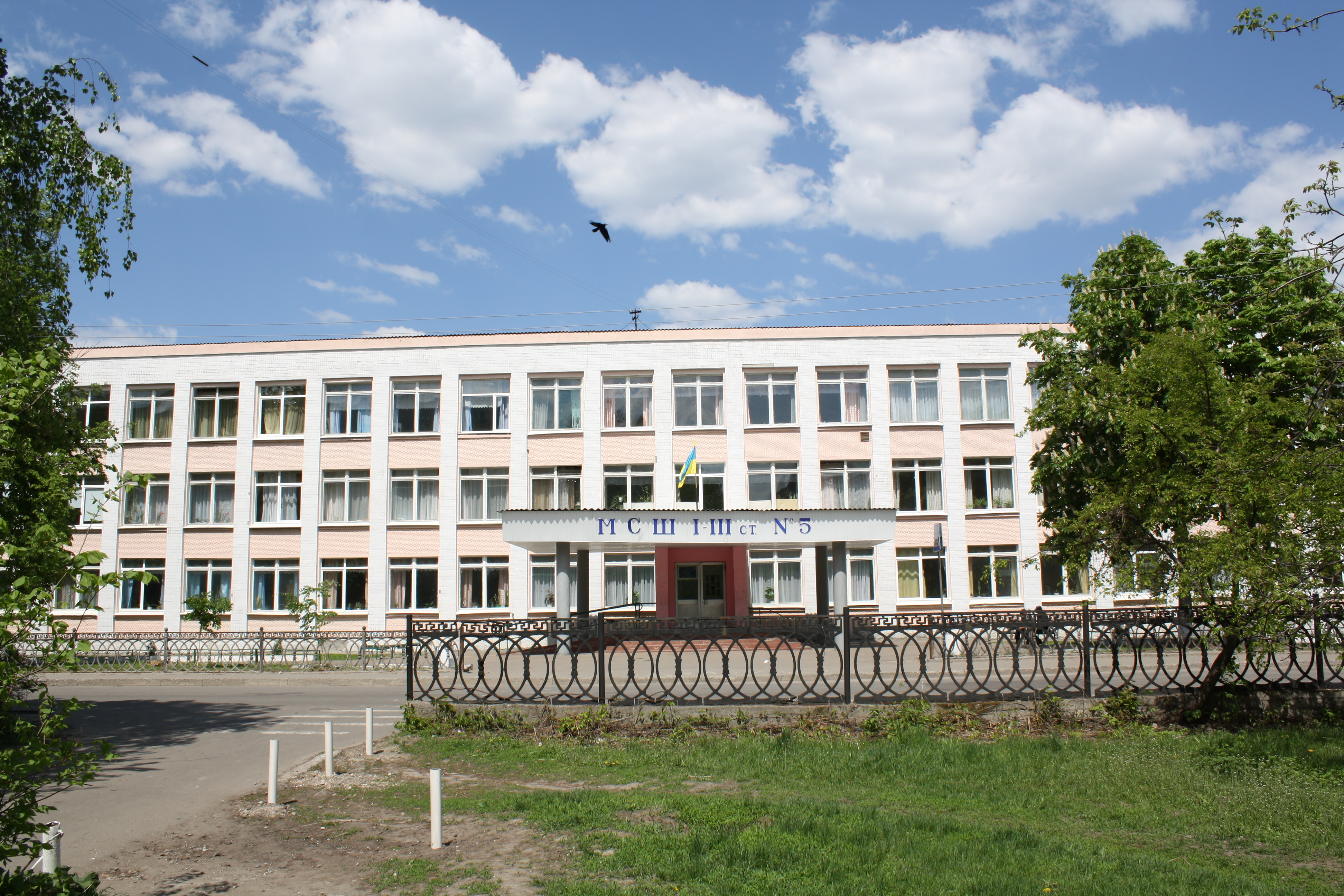
School No.5
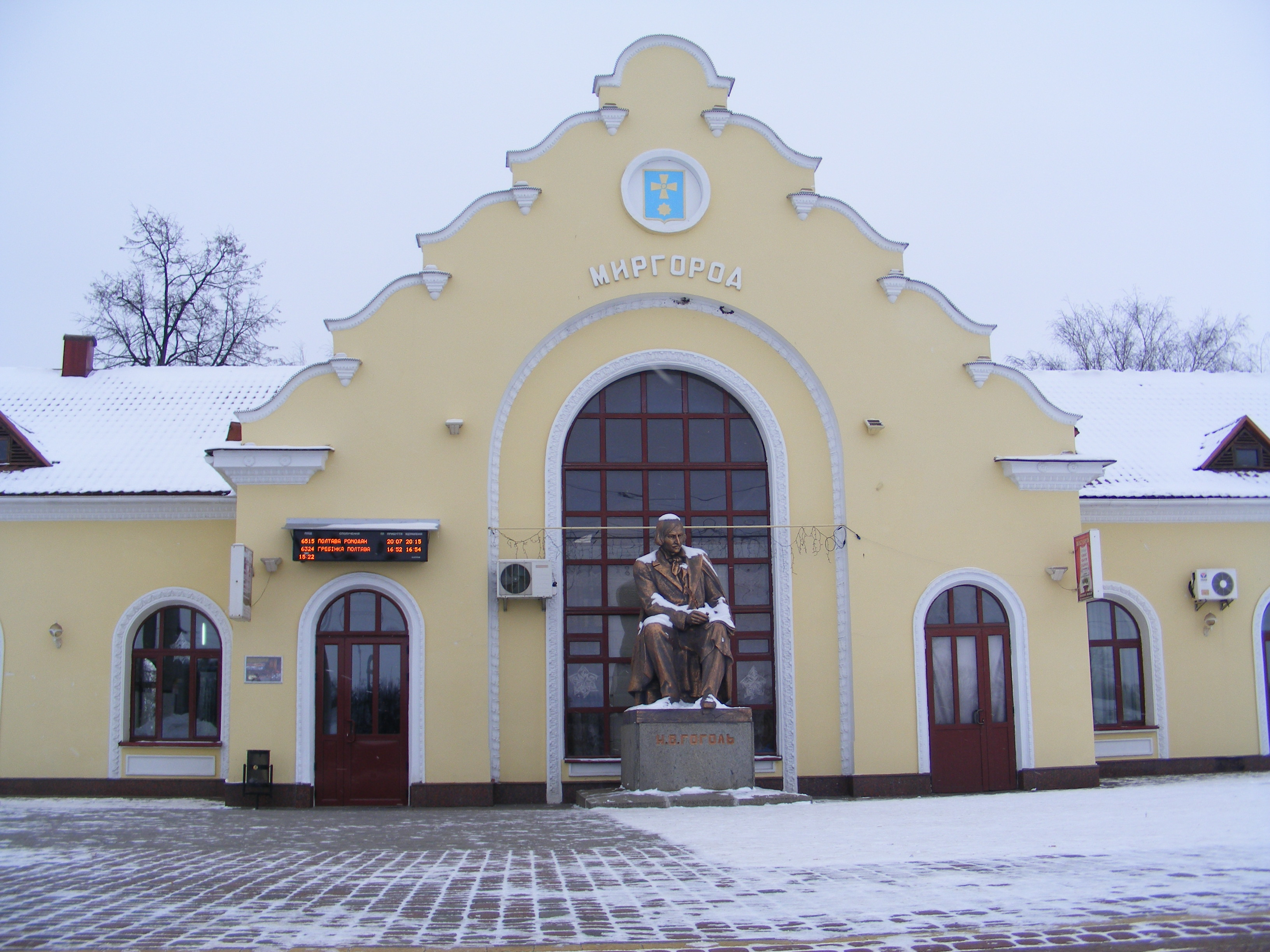
Myrhorod railway station